# Papilio deiphobus
Papilio deiphobus là một loài bướm thuộc họ Papilionidae. Loài này có ở Mollucas to Sulawesi và Philippines.
Sải cánh dài 130–160 mm.
Ấu trùng ăn Citrus species.

## Phụ loài
- Papilio deiphobus deiphobus (Serang, Ambon, Buru, Obi)
- Papilio deiphobus deiphontes C. & R. Felder, 1864 (Sumatra, Morotai, Ternate, Halmahera, Bachan)
- Papilio deiphobus deipylus C. & R. Felder, 1864 (Weigeu)
- Papilio deiphobus rumanzovia Eschscholtz, 1821
- Papilio deiphobus tarawakana Page & Treadaway, 1993 (Tawitawi)

## Hình ảnh

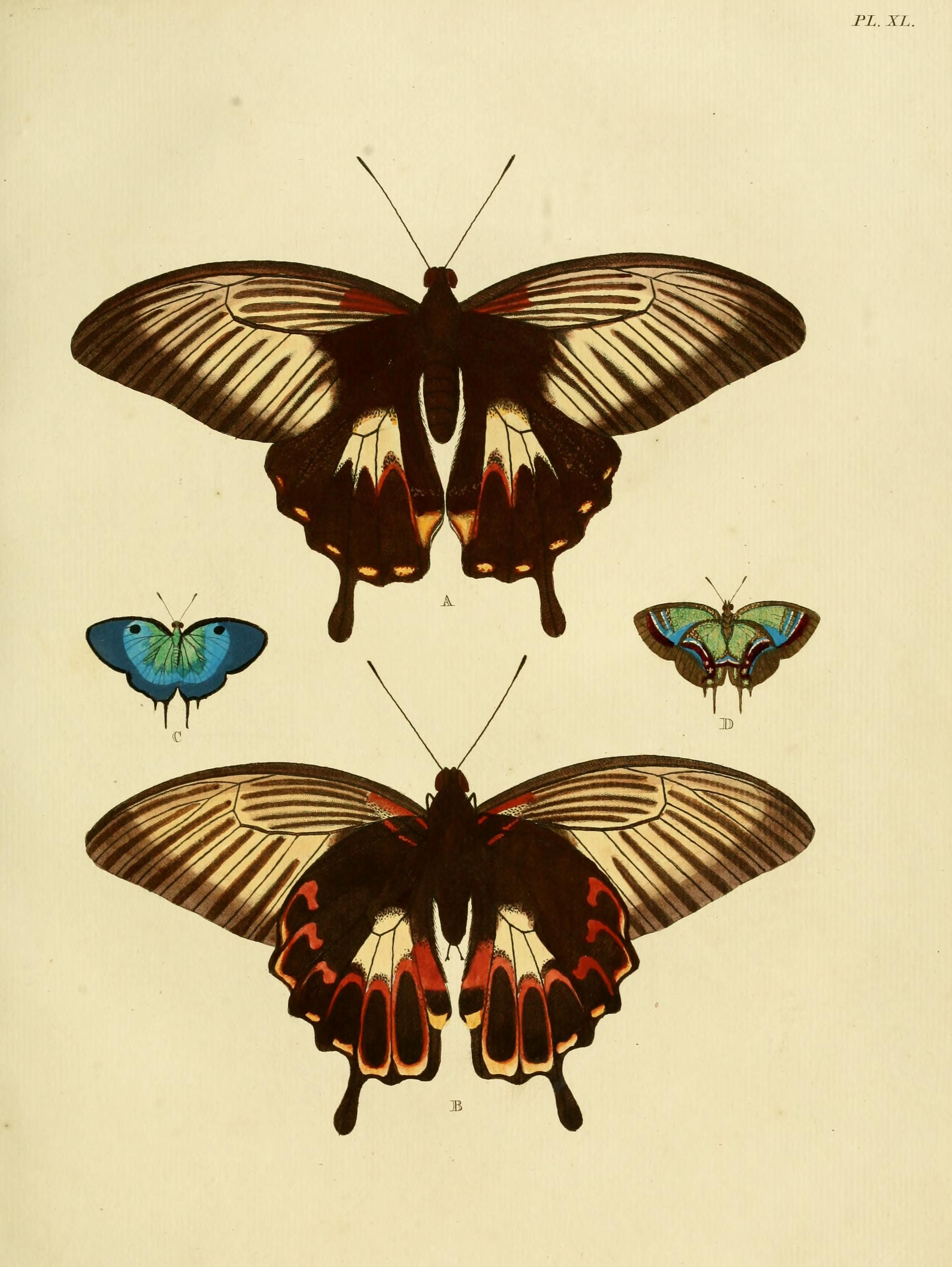
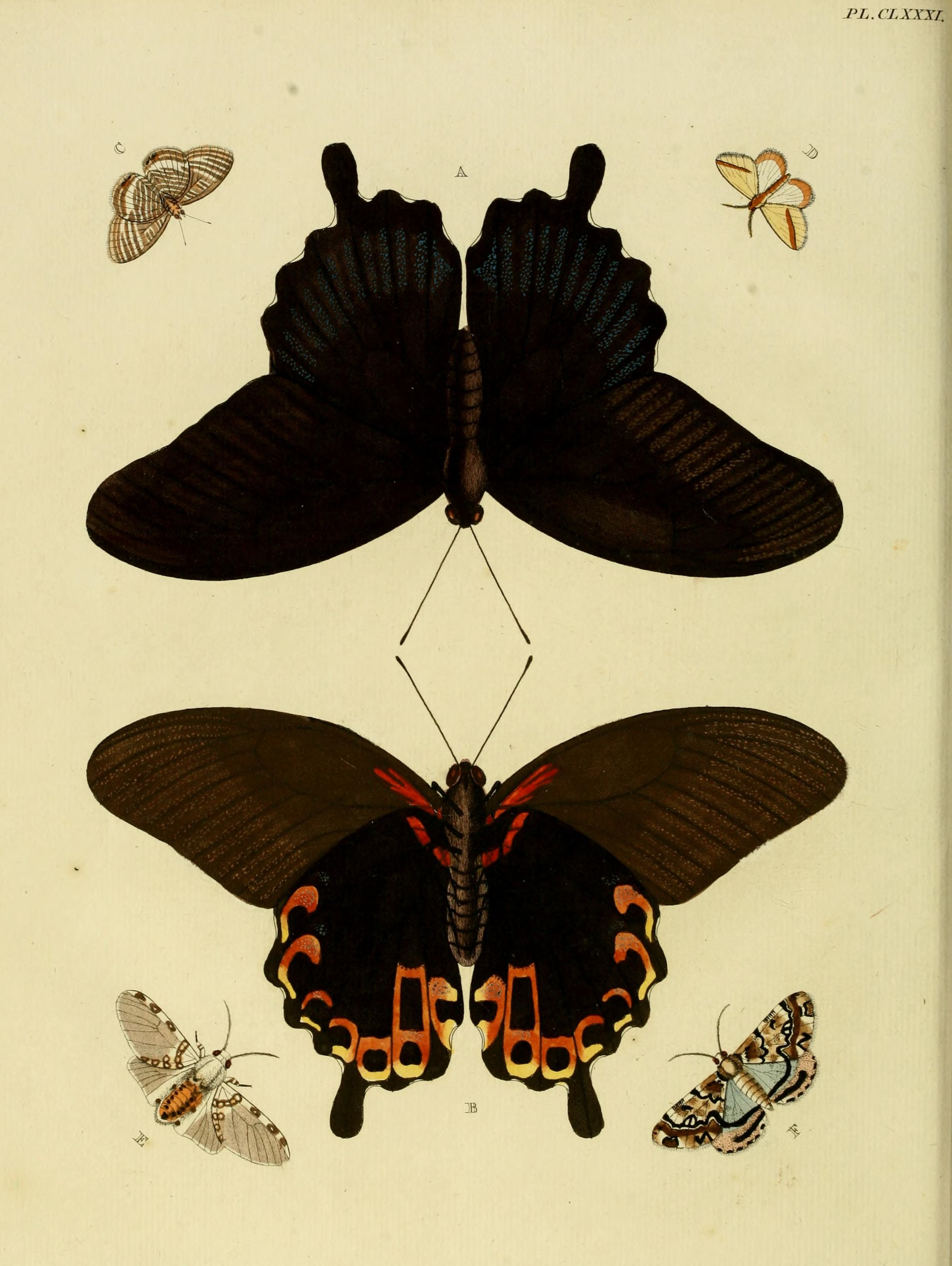
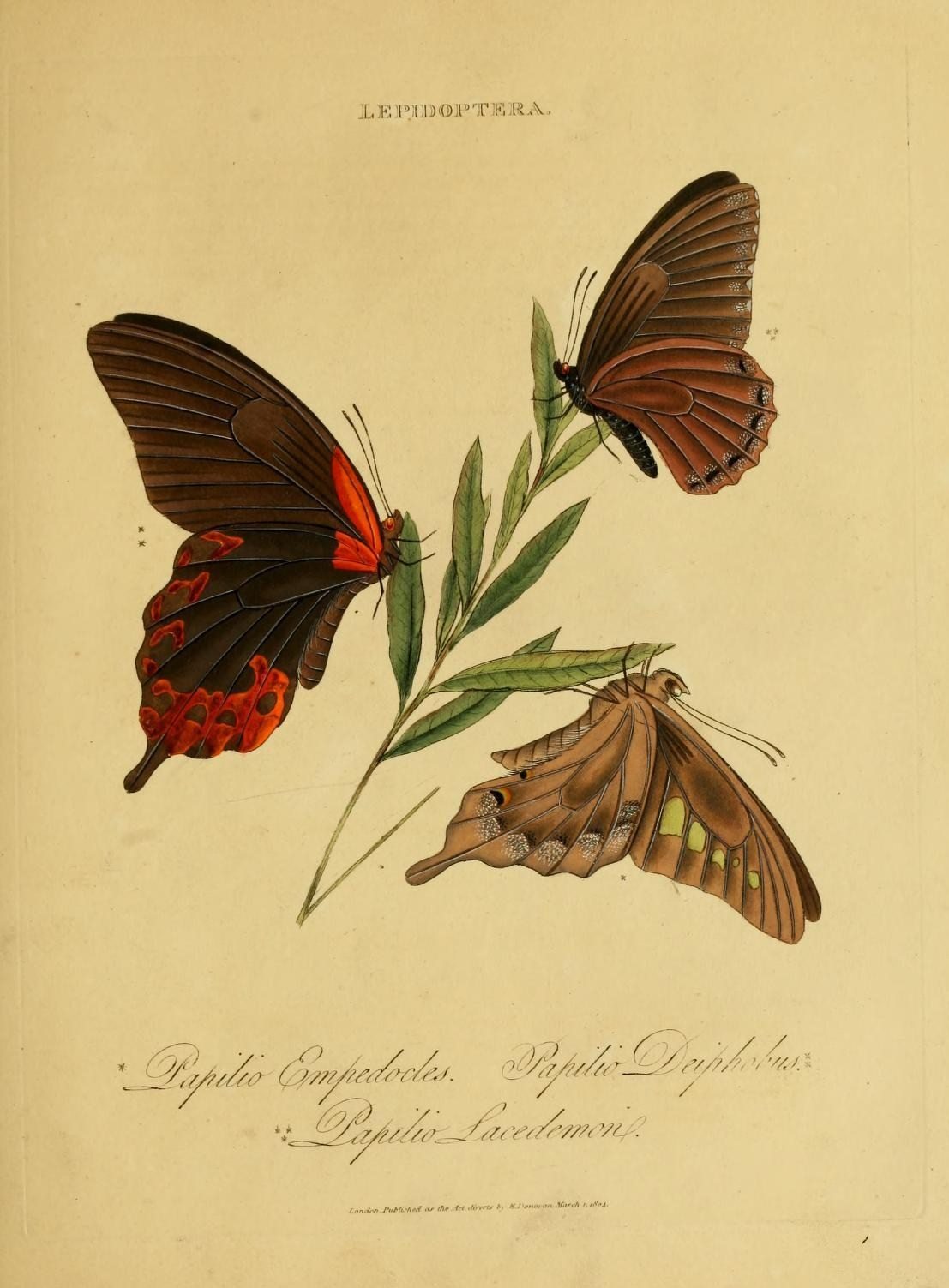
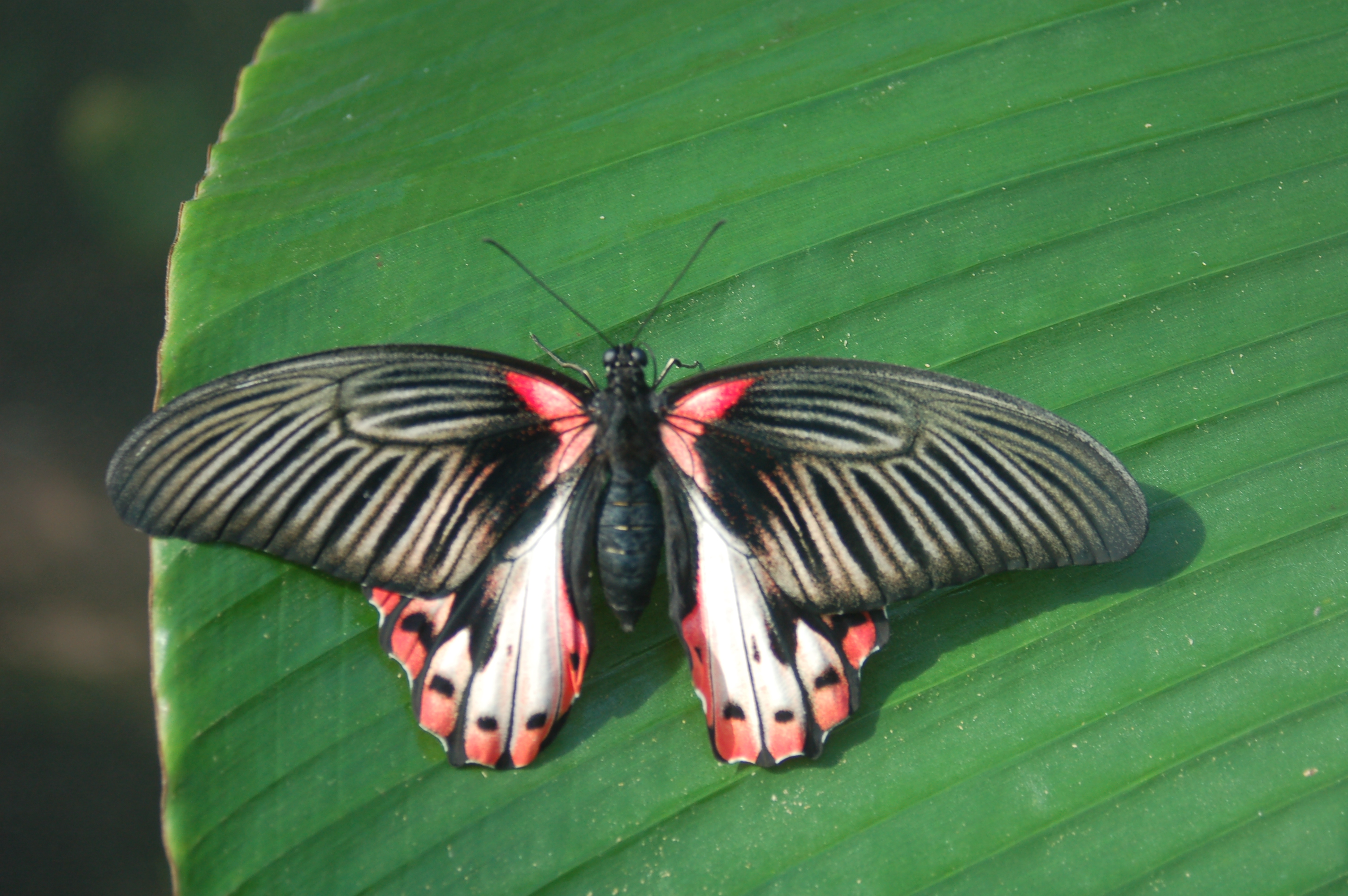